# Bothriurus voyati
Espèce
Bothriurus voyati est une espèce de scorpions de la famille des Bothriuridae.

## Distribution
Cette espèce est endémique de la province de Buenos Aires en Argentine. Elle se rencontre dans la Sierra de la Ventana.

## Description
Le mâle holotype mesure 47,09 mm et la femelle paratype 46,69 mm.

## Étymologie
Cette espèce est nommée en l'honneur de Raymart Voyat.

## Publication originale
- Maury, 1973 : Los escorpiones de los sistemas serranos de la provincia de Buenos Aires. Physis Buenos Aires, sér. C, vol. 32, no 85, p. 351-371.